# 島津冬樹
島津 冬樹（しまづ ふゆき、Fuyuki Shimazu、1987年〈昭和62年〉 - ）は、日本のアーティスト。
広告代理店を経てアーティストヘ。「不要なものから大切なものへ」をコンセプトに、2009年より路上や店先で放置されている段ボールから、財布を作るCarton（カルトン）を開始。世界30ヶ国を周り、段ボールを集めて財布を作ったり、コレクションしている。国内外での展示やワークショップも多数開催。

## 経歴
神奈川県藤沢市生まれ。2008年（平成20年） - 多摩美術大学情報デザイン学科入学。大学1年生の頃、空間デザインの模型を作る課題が出され、加工がしやすい段ボールが必要だと思い、地元のスーパーにある使用済み段ボールが置かれたコーナーへ走った。その日から、“段ボール人生”が始まった。
2012年 - 多摩美術大学情報デザイン学科卒業。広告代理店・電通に入社。アートディレクターとして3年半勤務。
2015年 - 段ボールアーティストとして独立。
2018年 - 3月、米国テキサス州で開催されるサウス・バイ・サウスウエスト（SXSW）で自身の活動を追ったドキュメンタリー映画『旅するダンボール』（監督：岡島龍介）が上映。日本では12月7日にYEBISU GARDEN CINEMA/新宿ピカデリーで公開（配給：ピクチャーズデプト）。

## エピソード
2019年1月26日放送『嵐にしやがれ』（日本テレビ）に出演し、大野智に段ボール財布の作り方を教えた。この放送の影響で、インターネットオークション・メルカリに自作段ボール財布の出品が相次ぐといったムーブメントが発生した。

## 著書
- 『段ボールはたからもの 偶然のアップサイクル』柏書房、2018年12月。 ISBN 978-4-7601-5073-1

## 出演

### 映画
- 旅するダンボール（2018年12月7日公開、ピクチャーズデプト、監督：岡島龍介）